# 1936 en droit
Cet article présente les faits marquants de l'année 1936 en droit.

## Événements

### Décembre
- 1er décembre : promulgation de la Loi sur la jeunesse hitlérienne par le gouvernement nazi, qui fait des Jeunesses hitlériennes l'unique organisation de jeunesse en Allemagne.
- 5 décembre : adoption d'une nouvelle Constitution en URSS, voulue par Staline.

## Naissances
- 11 mars : Antonin Scalia, juge de la Cour suprême des États-Unis pendant presque trente ans (1986-2016), mort en 2016 à 79 ans.
- 5 septembre : Louis Favoreu, professeur français de droit public, spécialiste du Conseil constitutionnel, mort en 2004 à 67 ans.
- 17 décembre : Klaus Kinkel, juriste, ministre de la justice et homme politique allemand, mort en 2019 à 82 ans.